# Kalendarium prezydentury Lecha Kaczyńskiego
Kalendarium prezydentury Lecha Kaczyńskiego:

## 2005
- 9 i 23 października 2005 – wybory prezydenckie
- 24 października 2005 – oficjalne ogłoszenie wyników przez Państwową Komisję Wyborczą w obecności prezydenta RP Aleksandra Kwaśniewskiego, prezydenta elekta Lecha Kaczyńskiego i Donalda Tuska
- 23 listopada 2005 – Sąd Najwyższy w składzie całej Izby Pracy, Ubezpieczeń Społecznych i Spraw Publicznych rozstrzyga o ważności wyboru prezydenta Rzeczypospolitej w dniu 23 października 2005 r.
- 23 grudnia 2005 – zaprzysiężenie Lecha Kaczyńskiego przed Zgromadzeniem Narodowym na urząd prezydenta RP.

Na placu Marszałka Józefa Piłsudskiego przed Grobem Nieznanego Żołnierza w Warszawie prezydent przejął zwierzchnictwo nad Siłami Zbrojnymi RP. Wcześniej na Zamku Królewskim w Warszawie otrzymał insygnia orderów: Orła Białego i Orderu Odrodzenia Polski. Oficjalne obchody inauguracji prezydentury trwały około 7 godzin.
- 23, 27 grudnia 2005 – nominacje na stanowiska w Kancelarii Prezydenta RP: Andrzeja Urbańskiego na szefa Kancelarii Prezydenta RP, Macieja Łopińskiego na sekretarza stanu w Kancelarii Prezydenta RP, Elżbietę Jakubiak na stanowisko sekretarza stanu w Kancelarii Prezydenta RP
- 28 grudnia 2005 – powołanie członków Rady Bezpieczeństwa Narodowego w składzie: Bogdan Borusewicz – marszałek Senatu, Ludwik Dorn – minister spraw wewnętrznych i administracji, Marek Jurek – marszałek Sejmu, Jarosław Kaczyński – poseł na Sejm, Kazimierz Marcinkiewicz – prezes Rady Ministrów, Radosław Sikorski – minister obrony narodowej.
- 31 grudnia 2005 – pierwsze telewizyjne orędzie noworoczne do narodu

## 2006
- 7 stycznia 2006 – powołanie Zyty Gilowskiej na urząd wiceprezesa Rady Ministrów i ministra finansów w rządzie Marcinkiewicza
- 29 stycznia 2006 – pobyt w Katowicach na miejscu katastrofy budowlanej hali targowej. Orędzie telewizyjne do narodu w związku z tragedią i ogłoszenie żałoby narodowej
- 13 lutego 2006 – orędzie telewizyjne: informacja o nieskorzystaniu z uprawnienia do skrócenia kadencji Sejmu w związku z nieuchwaleniem w konstytucyjnym terminie budżetu
- 26 marca 2006 – kontrowersje wokół przyznania Wojciechowi Jaruzelskiemu Krzyża Zesłańców Sybiru
- 5 maja 2006 – powołanie Andrzeja Leppera na urząd wicepremiera i ministra rolnictwa oraz Romana Giertycha na urząd wicepremiera i ministra edukacji narodowej w rządzie Marcinkiewicza
- 9 maja – prezydent powołał na ministra spraw zagranicznych Annę Fotygę odwołując dotychczasowego ministra Stefana Mellera, który podał się do dymisji
- 25 maja 2006 – powitanie Benedykta XVI w Polsce. Prywatne spotkanie papieża z rodziną prezydenta w Pałacu Prezydenckim
- 28 maja 2006 – obecność na mszy świętej na krakowskich Błoniach i pożegnanie papieża Benedykta XVI na lotnisku w Krakowie-Balicach
- 3 czerwca 2006 – obecność na II Kongresie Prawa i Sprawiedliwości na którym prezydent zrezygnował z członkostwa w partii
- czerwiec 2006 – odwołanie Andrzeja Urbańskiego z funkcji szefa Kancelarii Prezydenta RP
- 24 czerwca 2006 – odwołanie Zyty Gilowskiej z urzędu wicepremiera i ministra finansów w rządzie Marcinkiewicza w związku z kontrowersjami wokół jej oświadczenia lustracyjnego
- 28 czerwca 2006 obecność na obchodach 50. rocznicy Poznańskiego Czerwca. Spotkanie z prezydentami: Czech – Klausem, Republiki Federalnej Niemiec – Köhlerem, Słowacji – Gašparovičem oraz Węgier – Sólyomem
- 30 czerwca 2006 – publikacja kontrowersyjnego artykułu w niemieckim tygodniku Tageszeitung[1] po której odwołano planowane na 3 lipca 2006 spotkanie Trójkąta Weimarskiego w Weimarze. Według prezydenta „Moja nieobecność była spowodowana, nawet dziś jadłem znacznie mniej niż lubię, niedyspozycją dość dotkliwą”[2]. Według „Gazety Wyborczej” prezydent cierpi na przewlekłą dyspeptyczną dysfunkcję układu pokarmowego[3]. Niektóre media spekulowały, że niedyspozycja prezydenta była chorobą dyplomatyczną, a prawdziwą przyczyną odwołania szczytu był satyryczny artykuł.
- 28 czerwca 2006 obecność na obchodach 50. rocznicy Poznańskiego Czerwca. Spotkanie z prezydentami: Czech – Klausem, Republiki Federalnej Niemiec – Kohlerem, Słowacji – Gašparovičem oraz Węgier – Sólyomem.
- czerwiec 2006 – odwołanie spotkania z Tonym Blairem i wizyty zagranicznej w Wielkiej Brytanii
- 10 lipca 2006 – przyjęcie dymisji rządu Marcinkiewicza i desygnacja na stanowisko prezesa Rady Ministrów Jarosława Kaczyńskiego.
- 14 lipca 2006 – zaprzysiężenie rządu Jarosława Kaczyńskiego
- 19 lipca 2006 – nieobecność prezydenta w Sejmie podczas wygłaszania exposé przez premiera Jarosława Kaczyńskiego
- 25 lipca 2006 – spotkanie w Belwederze z byłym prezydentem Kwaśniewskim. Dotyczyło ono kryzysu parlamentarnego na Ukrainie po marcowych wyborach.
- 1 sierpnia 2006 – obecność na obchodach 62. rocznicy wybuchu powstania warszawskiego
- 2 sierpnia 2006 – przyjęcie w Pałacu Prezydenckim prezydenta Gruzji Micheila Saakaszwilego, przebywającego z wizytą w Polsce. Prezydent RP zapewnił o pełnym poparciu dla planów przyjęcia Gruzji do struktur NATO.
- 2 sierpnia 2006 – nominacja Aleksandra Szczygły na stanowisko szefa Kancelarii Prezydenta RP
- 16 października – uroczystość w Pałacu Prezydenckim (bez udziału mediów) powołania Andrzeja Leppera na urząd wiceprezesa Rady Ministrów w rządzie Jarosława Kaczyńskiego i ministra rolnictwa
- 3 listopada 2006 – prezydent odwołał ministra budownictwa Antoniego Jaszczaka, a na urząd powołał Andrzeja Aumillera
- 4 listopada 2006 – wybór nowego prezesa Trybunału Konstytucyjnego Jerzego Stępnia oraz wiceprezesa. Objęli urząd 6 listopada.
- 6 listopada 2006 – prezydent podpisał Ustawę z dnia 8 września 2006 r. o zmianie Konstytucji Rzeczypospolitej Polskiej dopuszczającą w ramach Europejskiego Nakazu Aresztowania ekstradycję obywatela polskiego, który dopuścił się przestępstwa poza granicami Polski.
- 9 listopada 2006 – obecność prezydenta w 31 Bazie Lotniczej Poznań-Krzesiny podczas uroczystości przejęcia na wyposażenie Sił Powietrznych RP pierwszej partii samolotów F-16. Małżonka prezydenta Maria Kaczyńska dokonała symbolicznego nadania imienia polskiemu samolotowi F-16 – „Jastrząb” (ang. F-16 Fighting Falcon – F16 waleczny sokół)
- 22 listopada 2006 – obecność prezydenta w Rudzie Śląskiej, na miejscu katastrofy górniczej w kopalni Halemba
- 23 listopada 2006 – w związku z tragiczną śmiercią 23 górników prezydent zarządził trzydniową żałobę narodową.
- 31 grudnia – noworoczne orędzie telewizyjne

## 2007
- 3 stycznia – prezydent zgłosił Sejmowi kandydaturę Sławomira Skrzypka na stanowisko prezesa Narodowego Banku Polskiego. Po wyborze przez Sejm urząd objął 11 stycznia.
- 7 stycznia – obecność prezydenta na mszy świętej dziękczynnej za posługę prymasa Polski kardynała Józefa Glempa z udziałem arcybiskupa Stanisława Wielgusa.
- 11 stycznia – szef Kancelarii Prezydenta RP przedstawił Sejmowi prezydencki projekt zmian w ustawie lustracyjnej.
- 16 stycznia – w Pałacu Prezydenckim odbyło się noworoczne spotkanie Lecha Kaczyńskiego z korpusem dyplomatycznym.
- 17 stycznia – prezydent gościł przebywającego z wizytą roboczą w Warszawie prezydenta Litwy Valdasa Adamkusa.
- 7 lutego – prezydent przyjął dymisję szefa Kancelarii Prezydenta RP Aleksandra Szczygły i odwołał go ze stanowiska
- 7 lutego – uroczystość odwołania Radosława Sikorskiego ze stanowiska ministra obrony narodowej i powołania Aleksandra Szczygły na to stanowisko
- 7 lutego – uroczystość odwołania (bez udziału mediów) wiceprezesa Rady Ministrów Ludwika Dorna ze stanowiska ministra spraw wewnętrznych i administracji
- 8 lutego – uroczystość powołania Janusza Kaczmarka na stanowisko ministra spraw wewnętrznych i administracji
- 16 lutego – prezydent ujawnił treść raportu z likwidacji WSI (tzw. raport Macierewicza)
- 5 marca – prezydent spotkał się w Pałacu Prezydenckim z prezydentem FIFA Josephem Blatterem w związku z kryzysem wokół PZPN
- 7 marca – prezydent spotkał się w Płocku i w siedzibie PKN Orlen z prezydentem Ukrainy Wiktorem Juszczenką
- 14 marca – pierwsze przemówienie prezydenta Kaczyńskiego w Senacie RP. Prezydent wypowiadał się na temat zasług Ireny Sendlerowej, zgłoszonej wraz z prezydentem Izraela do pokojowej Nagrody Nobla
- 16–17 marca – prezydent gościł w Polsce kanclerz RFN Angelę Merkel. Rozmowy dwustronne toczyły się w prezydenckiej rezydencji na Mierzei Helskiej i dotyczyły kwestii traktatu konstytucyjnego dla Unii Europejskiej.
- 27 marca – prezydent powołał Mariusza Błaszczaka na ministra-członka Rady Ministrów
- 27 marca – prezydent przewodniczył Radzie Bezpieczeństwa Narodowego obradującej w poszerzonym składzie. Poruszono kwestię propozycji rządu amerykańskiego na budowę na terytorium Polski i Czech tzw. tarczy antyrakietowej.
- 1 kwietnia – udział w ingresie nowego metropolity warszawskiego abp Kazimierza Nycza.

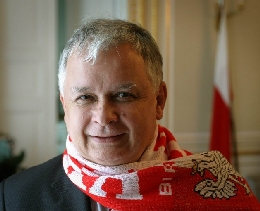
Prezydent nie ukrywał swojego zainteresowania piłką nożną

- 19 kwietnia – prezydent Kaczyński spotkał się z premierem Ukrainy Wiktorem Janukowyczem przebywającym w Polsce z wizytą oficjalną. Tematem rozmów było przyznana przez UEFA Polsce i Ukrainie prawo organizacji Mistrzostw Europy w Piłce Nożnej w 2012. Premier Janukowycz przedstawił również swoją ocenę sytuacji na Ukrainie podczas niedawnego kryzysu politycznego.
- 23 kwietnia – prezydent Kaczyński gościł przebywającego z wizytą w Polsce prezydenta Pakistanu Perveza Musharrafa
- 27 kwietnia – prezydent Kaczyński wziął udział w Pałacu Prezydenckim wraz z prezydentem Ukrainy Wiktorem Juszczenką w nabożeństwie ekumenicznym. Prezydenci we wspólnym oświadczeniu[4] potępili akcję „Wisła”[5][6], i stwierdzili, że była ona sprzeczna z podstawowymi prawami człowieka[7]. Prezydent Juszczenko dodał, iż „winowajcą tej operacji był totalitarny reżim komunistyczny”[8]
- 27 kwietnia – prezydent Kaczyński spotkał się w Belwederze z przebywającym z wizytą roboczą w Polsce Premierem Zjednoczonego Królestwa Wielkiej Brytanii i Irlandii Północnej Antonym Blairem.
- 27 kwietnia – prezydent Kaczyński odwołał ze składu Rady Ministrów wiceprezesa Ludwika Dorna
- 8 maja – prezydent Kaczyński powołał na urząd wiceprezesa Rady Ministrów Przemysława Gosiewskiego
- 9 maja – prezydent Kaczyński gościł w Polsce prezydenta Macedonii Branko Crwenkowskiego
- 9 maja – prezydent Kaczyński powołał Irenę Sendlerową w skład Kapituły Orderu Orła Białego
- 11 maja – na szczycie energetycznym w Krakowie Lech Kaczyński podejmował prezydentów Ukrainy Wiktora Juszczenkę, Litwy Valdasa Adamkusa, Azerbejdżanu Ilhama Alijewa i Gruzji Micheila Saakaszwilego oraz specjalnego wysłannika prezydenta Kazachstanu. Prezydenci zadeklarowali współpracę w dziedzinie energetyki. Na zakończenie pierwszego dnia szczytu przedstawili dziennikarzom wspólną deklarację, której najważniejszym zapisem jest uzgodnienie dotyczące stworzenia międzyrządowej grupy roboczej ds. energetyki. Prezydenci zapowiedzieli także powołanie do życia firmy, która zajmie się organizacją i przygotowaniem projektu przedłużenia ropociągu Odessa – Brody do Płocka i Gdańska.
- 14 maja – prezydent Kaczyński spotkał się z przebywającym z wizytą w Polsce premierem Republiki Słowenii Janezem Janšą.
- 24 maja – prezydent RP spotkał się z przebywającym w Polsce z wizytą oficjalną przewodniczącym Ogólnochińskiego Zgromadzenia Przedstawicieli Ludowych Wu Bangguo.
- 28 maja – w Pałacu Prezydenckim Lech Kaczyński spotkał się z premierem Szwecji Fredrikiem Reinfeldtem, który przybył z roboczą wizytą do Polski na zaproszenie prezesa Rady Ministrów.
- 30 maja – prezydent Kaczyński spotkał się z premierem Włoch Romano Prodim.
- 31 maja – Lech Kaczyński wydał śniadanie robocze na cześć ministra spraw zagranicznych Japonii Taro Aso.
- 5 czerwca – prezydent RP spotkał się z przewodniczącym Saboru Republiki Chorwacji Vladimirem Šeksem, następnie przyjął przebywającego w Polsce na zaproszenie marszałka Sejmu RP Ludwika Dorna przewodniczącego Parlamentu Europejskiego Hansa-Gerta Pötteringa.
- 8 czerwca – na zaproszenie prezydenta Lecha Kaczyńskiego przybył do Polski z trzygodzinną wizytą prezydent USA George W. Bush. Rozmowy między prezydentami toczyły się w siedzibie Prezydenta RP na Mierzei Helskiej i obejmowały m.in. kwestię tzw. tarczy antyrakietowej.
- 13 czerwca – prezydent Kaczyński przyjął Premiera Republiki Estonii Andrusa Ansipa.
- 14 czerwca – Lech Kaczyński spotkał się z przebywającym z roboczą wizytą w Polsce prezydentem Republiki Francuskiej Nicolasem Sarkozym.
- 21–23 czerwca – obecność prezydenta w Brukseli na spotkaniu Rady Europejskiej w sprawie nowego traktatu regulującego funkcjonowanie Unii Europejskiej
- 25 czerwca – z dwudniową wizytą państwową przybył do Polski król Arabii Saudyjskiej Abdullah bin Abdulaziz Al Saud. Prezydentowi RP Lechowi Kaczyńskiemu przyznane zostało najwyższe odznaczenie saudyjskie – Kołnierz Króla Abdulaziza. Król Abdullah bin Abdulaziz Al Saud odznaczony został Orderem Orła Białego – w uznaniu znamienitych zasług dla rozwoju przyjaznych stosunków między Rzecząpospolitą Polską a Królestwem Arabii Saudyjskiej.
- 23 lipca – prezydent ogłosił trzydniową żałobę narodową w związku z katastrofą polskiego autokaru we Francji, w której zginęło 26 osób, a 24 zostały ranne.
- 11 sierpnia – prezydent po raz pierwszy skorzystał z prawa weta
- 15 sierpnia – udział prezydenta w uroczystej defiladzie wojskowej w dniu Święta Wojska Polskiego w Warszawie Prezydent Lech Kaczyński dokonuje przeglądu oddziałów Wojska Polskiego przed defiladą w dniu Święta Wojska Polskiego 15 sierpnia 2007 w Warszawie

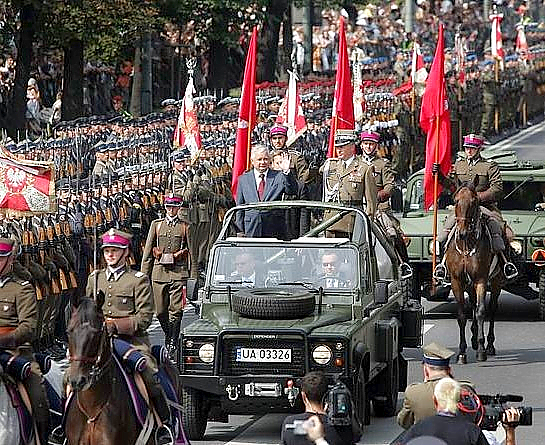
Prezydent Lech Kaczyński dokonuje przeglądu oddziałów Wojska Polskiego przed defiladą w dniu Święta Wojska Polskiego 15 sierpnia 2007 w Warszawie

- 7 września – prezydent wydał postanowienie o zarządzeniu wyborów do Sejmu i Senatu w związku z uchwałą Sejmu o skróceniu kadencji parlamentu
- 17 września – w 68. rocznicę agresji sowieckiej na Polskę prezydent wziął udział w premierze filmu w reżyserii Andrzeja Wajdy pt. Katyń
- 22 września – prezydent podpisał ustawę o Karcie Polaka oraz przemawiał na sejmowej trybunie w ramach III Zjazdu Polonii i Polaków z Zagranicy w obecności marszałków Sejmu i Senatu.
- 5 listopada – prezydent przyjął dymisję rządu Jarosława Kaczyńskiego
- 5 listopada – prezydent obecny był na posiedzeniach inaugurujących nowe kadencje Sejmu i Senatu, gdzie przemawiał
- 9 listopada – prezydent desygnował Donalda Tuska na prezesa Rady Ministrów.

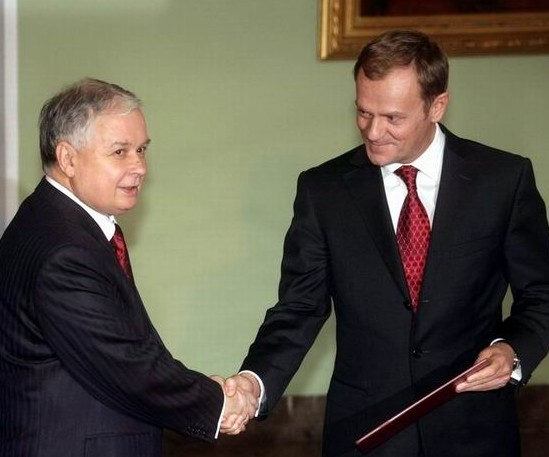
Lech Kaczyński z premierem Donaldem Tuskiem, 9 listopada 2007

- 9 i 10 listopada – odczytywanie nazwisk żołnierzy, funkcjonariuszy i urzędników zamordowanych przez NKWD w 1940, awansowanych przez prezydenta Kaczyńskiego na wyższe stopnie wojskowe i odznaczonych odznaczeniami państwowymi
- 11 listopada – uroczystości Święta Niepodległości przed Grobem Nieznanego Żołnierza w Warszawie. Gościem honorowym prezydenta RP był prezydent Litwy Adamkus.
- 16 listopada – powołanie i zaprzysiężenie Donalda Tuska na prezesa Rady Ministrów oraz powołanie i zaprzysiężenie składu Rady Ministrów
- 23 listopada – wizyta Lecha Kaczyńskiego w Tbilisi w związku z kryzysem politycznym w Gruzji
- 6-7 grudnia 2007 – oficjalna wizyta prezydenta Lecha Kaczyńskiego na Ukrainie.
- 8 grudnia – Lech Kaczyński odznaczył działaczy Studenckich Komitetów Solidarności.
- 10 grudnia – prezydent odznaczył bohaterów stanu wojennego oraz działaczy ruchu Polsko-Czesko-Słowackiej Solidarności.
- 12-13 grudnia – prezydent przewodniczył polskiej delegacji państwowej podczas podpisania traktatu reformującego Unię Europejską w Lizbonie.
- 21 grudnia – Lech Kaczyński wraz z prezydentem Litwy Valdasem Adamkusem wziął udział w uroczystości na granicy polsko-litewskiej, w związku z przystąpieniem Polski i Litwy do strefy Schengen.

## 2008
- 14 stycznia 2008 – posiedzenie Rady Gabinetowej, poświęconej polityce ochrony zdrowia.
- 24 stycznia 2008 – wprowadzenie trzydniowej żałoby narodowej w związku z katastrofą lotniczą w Mirosławcu.
- 3 marca – przyjęcie oficjalnej delegacji Gruzji z prezydentem Micheilem Saakaszwilim na czele. Odznaczenie prezydenta Gruzji Krzyżem Wielkim Orderu Zasługi.
- 11 marca 2008 – przyjęcie oficjalnej delegacji Egiptu z prezydentem Husnim Mubarakiem na czele.
- 17 marca 2008 – prezydent wygłosił w TVP1 orędzie, dotyczące sporu wokół ratyfikacji traktatu lizbońskiego. W orędziu wykorzystano wizerunek małżeństwa homoseksualnego[9][10]
- 2–4 kwietnia 2008 – udział prezydenta na czele polskiej delegacji w Szczycie NATO w Bukareszcie
- 14 kwietnia – prezydent Kaczyński wraz z prezydentem Izraela Szimonem Peresem wziął udział w ceremonii upamiętniającej ludobójstwo pod pomnikiem w Treblince; podczas pobytu w Polsce, prezydenci uczestniczyli także w obchodach 65. rocznicy wybuchu powstania w getcie warszawskim[11][12][13]
- 24 kwietnia – spotkanie prezydenta w Pałacu Prezydenckim z Madeleine Albright, byłą sekretarz stanu USA[14]
- 16 maja – prezydent po raz drugi w trakcie kadencji skorzystał z prawa weta odmawiając podpisania ustawy z 25 kwietnia 2008 o zmianie ustawy o radiofonii i telewizji. Weto zostało przyjęte w lipcu 2008 przez Sejm
- 25 czerwca – postanowieniem prezydent wyznaczył nowego prezesa Trybunału Konstytucyjnego Bohdana Zdziennickiego
- 13 lipca – prezydent złożył kwiaty na grobie lotników litewskich w Pszczelniku na trasie Dębno-Myślibórz
- 21 lipca – obecność prezydenta na uroczystościach pogrzebowych Bronisława Geremka w Warszawie
- 12 sierpnia – podczas wojny w Osetii Południowej wraz z prezydentami Ukrainy Wiktorem Juszczenką, Litwy Valdasem Adamkusem, Estonii Toomasem Ilvesem i premierem Łotwy pojawił się na wiecu politycznym w Tbilisi, udzielając poparcia prezydentowi Gruzji Micheilowi Saakaszwilemu.
- 23 września – przemówienie prezydenta na forum Zgromadzenia Ogólnego ONZ w Nowym Jorku
- 15 października – 16 października – prezydent wziął udział w posiedzeniu Rady Europejskiej w Brukseli
- 17 października – został złożony w Senacie wniosek prezydenta o wyrażenie zgody na przeprowadzenie referendum ogólnokrajowego w dniach 10-11 stycznia 2009 w sprawie reformy służby zdrowia.
- 27 października – posiedzenie Rady Gabinetowej
- 7 listopada – prezydent przeprowadził rozmowę telefoniczną z prezydentem elektem Stanów Zjednoczonych Ameryki Barackiem Obamą[15]
- 10 listopada – prezydent rozmawiał telefonicznie z wiceprezydentem elektem Stanów Zjednoczonych Ameryki Josephem Bidenem[16]
- 11 listopada 2008 – uroczystości z okazji 90. rocznicy odzyskania przez Polskę niepodległości w których wzięli udział m.in. kanclerz Niemiec Angela Merkel, prezydenci Litwy, Łotwy, Estonii, Macedonii, Czarnogóry i Afganistanu: Valdas Adamkus, Valdis Zatlers, Toomas Hendrik Ilves, Branko Crwenkowski, Filip Vujanović, Hamid Karzaj oraz przewodniczący Prezydium Bośni i Hercegowiny Nebojša Radmanović i wicemarszałek Senatu Rumunii Corneliu Pascu. Zaproszenie otrzymał także były prezydent Aleksander Kwaśniewski. Lech Wałęsa i Wojciech Jaruzelski nie zostali zaproszeni.
- 13 i 14 listopada 2008 – udział w Szczycie Energetycznym w Baku.

## 2009
- 13 kwietnia 2009 – wprowadzenie trzydniowej żałoby narodowej w związku z pożarem hotelu w Kamieniu Pomorskim. Zginęło wówczas 21 osób.
- 24 września 2009 – otworzenie notowań giełdy nowojorskiej NYSE.
- 10 października 2009 – ratyfikacja traktatu lizbońskiego, który reformował instytucje Unii Europejskiej.
- 11 listopada 2009 – udział w uroczystościach Święta Niepodległości z okazji 91. rocznicy odzyskania niepodległości przez Polskę. Gościem na uroczystościach była również prezydent Litwy, Dalia Grybauskaitė.

## 2010
- 28 stycznia – udział we Światowym Forum Ekonomicznym w Davos.
- 25 lutego – udział wraz z byłym premierem Leszkiem Millerem w uroczystości zaprzysiężeniu prezydenta Ukrainy Wiktora Janukowycza w Kijowie
- 10 kwietnia – śmierć w katastrofie lotniczej pod Smoleńskiem.
- 10 kwietnia – obowiązki prezydenta Rzeczypospolitej Polskiej przejmuje po zmarłym Bronisław Komorowski

## Wizyty zagranicznych delegacji w Polsce
Lista oficjalnych i nieoficjalnych spotkań prezydenta Kaczyńskiego z szefami rządów i głowami państw przebywających w Polsce – lista niepełna
Prezydent Lech Kaczyński gościł w Polsce m.in.
- prezydenta USA George’a W. Busha w czerwcu 2007
- przebywającego z pielgrzymką w Polsce papieża Benedykta XVI, w maju 2006
- prezydenta Francji Nicolasa Sarkozy’ego w czerwcu 2007
- króla Arabii Saudyjskiej Abdullaha bin Abdulaziz Al Sauda w czerwcu 2007
- kanclerz Niemiec Angelę Merkel w marcu 2007
- premiera Wielkiej Brytanii i Irlandii Północnej Tony’ego Blaira w kwietniu 2007
- prezydenta Pakistanu Perveza Musharrafa w kwietniu 2007
- prezydenta Gruzji Micheila Saakaszwiliego 3 marca 2008
- prezydenta Egiptu Husniego Mubaraka 11 marca 2008
- sekretarza generalnego NATO Jaapa de Hoop Scheffera 13 marca 2008
- prezydenta Ukrainy Wiktora Juszczenkę 14 marca 2008